# Nøvling Kirke (Herning Kommune)
 For alternative betydninger, se Nøvling Kirke. (Se også artikler, som begynder med Nøvling Kirke)
Nøvling Kirke er opført af stenene fra sognets gamle kirke, som man, i starten af det 20. århundrede, besluttede at flytte.

## Eksterne kilder og henvisninger
- Wikimedia Commons har flere filer relateret til Nøvling Kirke (Herning Kommune)
- Byggeår for kirker Arkiveret 14. august 2009 hos  Wayback Machine
- Nøvling Kirke på KortTilKirken.dk